# San Pedrito
San Pedrito è una stazione della metropolitana di Buenos Aires, capolinea della linea A.

## Storia
La stazione fu inaugurata il 27 settembre 2013 come capolinea della linea A.

## Interscambi
Nelle vicinanze della stazione effettuano fermata diverse linee di autobus urbani ed interurbani.
- Fermata autobus

## Servizi
La stazione dispone di:
- Biglietteria a sportello
- Biglietteria automatica